# Glacies
Glacies är ett släkte av fjärilar som beskrevs av Pierre Millière 1874. Glacies ingår i familjen mätare.
I Sverige förekommer arten Glacies coracina.